# Julius Van Daal
Œuvres principales
- Beau comme une prison qui brûle
- Le Rêve en armes : révolution et contre-révolution en Espagne 1936-1937
- La Colère de Ludd

Compléments
Animateur du collectif Éditions de l'Insomniaque
Julius Van Daal, né à Paris en 1960, est un essayiste, traducteur et historien français de l'anarchisme, animateur du collectif Éditions de l'Insomniaque.

## Biographie
Julius Van Daal a été rédacteur des revues À bas le prolétariat, vive le communisme, L'Exagéré et Mordicus. Il participe ensuite à la fondation des éditions de L'Insomniaque en 1993 qu'il continue à animer actuellement.
En 1998, il écrit Beau comme une prison qui brûle à propos des émeutes populaires de Londres au XVIIIe siècle connues sous le nom de Gordon Riots. Il s'agit du seul ouvrage en français sur cet épisode de l'histoire anglaise.
En 2001, il publie Le Rêve en armes, ouvrage illustré sur la Révolution sociale espagnole de 1936.
En 2012, il publie une importante étude sur le mouvement luddite en Angleterre (La Colère de Ludd : La lutte des classes en Angleterre à l'aube de la révolution industrielle).

## Publications

### Ouvrages
- Le Rêve en armes : Révolution et contre-révolution en Espagne, 1936-1937, Nautilus, 2001, (BNF 37658067).
- Beau comme une prison qui brûle, L'Insomniaque, 2010, (BNF 42201966). Seul livre en français sur les Gordon Riots.
- La Colère de Ludd : La lutte des classes en Angleterre à l'aube de la révolution industrielle, L'Insomniaque, 2012, (BNF 42788857).

### Traductions
- Bob Black, Travailler, moi ? Jamais !, traduit de l'anglais par Julius Van Daal, L'Esprit frappeur, 2005.
- Ben Reitman, Boxcar Bertha, traduit de l'anglais par Julius Van Daal, 2008.
- Peter Lamborn Wilson, Utopies pirates, traduit de l'anglais par Julius Van Daal, Dagorno, 1998.
- Joyce Kornbluh, Wobblies & Hobos : les Industrial Workers of the World, agitateurs itinérants aux États-Unis, 1905-1919, contient un CD de chansons inédites, L'Insomniaque, 2012.